# Rešad Bešlagić
Rešad Bešlagić (Tuzla, 1912. – Sarajevo, 1945.), bio je bosanskohercegovački je glazbenik poznat po izvođenju sevdalinke.

## Životopis
Maturirao je gimnaziju 1928. godine, te studirao i diplomirao pravo u Beogradu. Zaposlio se u Ministarstvu željeznice, a usporedno je započeo i glazbenu karijeru. Pred Drugi svjetski rat na Radiju Beograd snimao je s orkestrom legendarnog violinista Vlastimira Pavlovića Carevca. Jedna od njegovih najljepših izvedbi je "Pod Tuzlom se zeleni meraja". 
Bešlagić je bio velika zvijezda u tadašnjoj Jugoslaviji te je utjecao na neke od najznačajnijih pjevača sevdaha, kao što je Zaim Imamović. U tijeku rata prešao je u Sarajevo gdje se uključio i aktivno radio u Narodnooslobodilačkom pokretu, kao i mnogi članovi Muslimanskog kulturnog društva Gajret. Pred kraj rata uhićen je s još trojicom Tuzlaka. Dan prije oslobođenja Sarajeva, cijela skupina je pogubljena. Usprkos toj poznatoj činjenici Rešad Bešlagić je zbog komunističke politike lažno naveden kao žrtva logora Jasenovac.